# In Cauda Venenum
In Cauda Venenum is het dertiende studioalbum van de Zweedse band Opeth. De titel verwijst indirect naar de schorpioen (In cauda venenum betekent het venijn zit in de staart); die schorpioen is met karikaturen van de bandleden te zien op de achterkant van de platenhoes. Opeth zat circa vier maanden in de Park Studio in het stadsdeel Örby van Stockholm. Aanvullende opnamen vonden plaats in de Junkmail Studio in de Zweedse hoofdstad.

## Inleiding
Bandleider Åkerfeldt wilde eens wat anders en opperde om het album op te nemen met Zweedse teksten. De band ging deels met hem mee; het werd uiteindelijk een tweetal albums; één in het Engels en één in het Zweeds. Ze waren apart verkrijgbaar of samen. De albums verschillen voor wat betreft muziek en teksten op details van elkaar, dat om de teksten beter te kunnen stroomlijnen (in de melodie te passen). Het begon echter met een demostadium in het Zweeds, daarna werden in de studio de vertalingen ingezongen etc. (de kinderstemmen bleven Zweeds) Het album tweetalig uitbrengen leverde eigenlijk ook de Latijnse titel op; die kon voor beide versies gebruikt worden; de band was trouwens al jaren op zoek naar een album dat geschikt was voor een Latijnse titel.
De teksten verwijzen naar het leven in de wereld anno 2018/2019, met name de eenzaamheid wordt bezongen. Volgens Åkesson een tegenstrijdigheid in tijden van social media. Het opnametraject vond plaats in de volgorde van de demo van Åkersfeldt, die met Åkesson muzikaal overleg pleegt voor de gitaarpartijen, waarna de band hun aanpassingen nog doen. Volgens Åkesson liet Ákersfeldt zich hier inspireren door de wat harder klinkende bands uit de jaren zeventig zoals Uriah Heep, Deep Purple, King Crimson, maar ook Pink Floyd en Renaissance (album A Song for All Seasons). Åkesson volgde zijn idool Mick Box van Uriah Heep in Continuum, al hoorde hij dat er pas achteraf in terug. 

## Musici
- Mikael Åkerfeldt – zang, gitaren, “ramblings”
- Fredrik Åkesson – gitaren, achtergrondzang, fluitjes, hoesten
- Martin Axenrot – drumstel, percussie
- Martin Méndez – basgitaren
- Joakim Svalberg – toetsinstrumenten, achtergrondzang (de mellotron werd geleend van Anekdoten)

Met een reeks gasten (waaronder kinderen van bandleden) die spreekstemmen voeren. Ook Olaf Palme is te horen.
De uitvoering van de strijkstemmen werd in handen gelegd van Dave Stewart, die een ensemble leidde, de muziek arrangeerde en produceerde vanuit de Angel Studio.

## Muziek
Alle teksten en muziek zijn van Mikael Åkerfeldt.

| Nr. | Titel                      | Duur |
| --- | -------------------------- | ---- |
| 1.  | Garden of earthly delights | 3:28 |
| 2.  | Dignity                    | 6:36 |
| 3.  | Heart in hand              | 8:30 |
| 4.  | Next of kin                | 7:10 |
| 5.  | Lovelorn crime             | 6:34 |
| 6.  | Charlatan                  | 5:29 |
| 7.  | Universal truth            | 7:30 |
| 8.  | The garrotter              | 6:45 |
| 9.  | Continuum                  | 7:22 |
| 10. | All things will pass       | 8:33 |

Afwijkend ten opzichte van gehele album is de openingstrack; geen (progressieve) rock, maar een stukje elektronische muziek in de stijl van Tangerine Dream.

## Nasleep
Het album bereikte diverse albumlijsten binnen Europa, maar stond meestal korter dan vijf weken in de lijsten. Uitschieter was Finland met drie weken notering met een hoogste notering op plaats 2. In Nederland (1 week; plaats 16) en België (vier weken; hoogste plaats 17) kwam het niet zover. Engeland noteerde het ook slechts één week, op plaats 13. In de Amerikaanse Billboard 200 was ook maar één week notering weggelegd, plaats 59.
De band verzorgde een uitgebreide tournee. Daarbij kwam de almaar voortschrijdende discussie weer boven tafel. Fans van het eerste uur wilden meer grunts, latere fans meer progressieve rock. 
In 2018/2019 speelde Åkesson bij Krux, een deathmetalband, als ook op een album met Bill Byfford van Saxon. In 2021 gaf Axenrot aan op te stappen.